# Campeonato Mundial de Esquí Nórdico de 1950
El XVIII Campeonato Mundial de Esquí Nórdico se celebró en la localidad de Lake Placid (Estados Unidos) entre el 1 y el 6 de febrero de 1950 bajo la organización de la Federación Internacional de Esquí (FIS) y la Federación Estadounidense de Esquí.

## Esquí de fondo
| Evento                   | Oro                                                                                 | Plata                                                                             | Bronce                                                                              |
| ------------------------ | ----------------------------------------------------------------------------------- | --------------------------------------------------------------------------------- | ----------------------------------------------------------------------------------- |
| 18 km (03.02)            | Karl-Erik Åström · Suecia · 1:06:16                                                 | Enar Josefsson · Suecia · 1:06:28                                                 | Arnljot Nyaas · Noruega · 1:07:07                                                   |
| 50 km (05.02)            | Gunnar Eriksson · Suecia · 2:59:05                                                  | Enar Josefsson · Suecia · 3:00:01                                                 | Nils Karlsson · Suecia · 3:00:10                                                    |
| Relevo 4 × 10 km (06.02) | Suecia · Nils Täpp · Karl-Erik Åström · Martin Lundström · Enar Josefsson · 2:39:59 | Finlandia · Heikki Hasu · Viljo Vellonen · Paavo Lonkila · August Kiuru · 2:41:51 | Noruega · Martin Stokken · Eilert Dahl · Kristian Bjørn · Henry Hermansen · 2:47:19 |

## Salto en esquí
| Evento                       | Oro                                   | Plata                                | Bronce                                  |
| ---------------------------- | ------------------------------------- | ------------------------------------ | --------------------------------------- |
| Trampolín individual (01.02) | Hans Bjørnstad · Noruega · 220,4 pts. | Thure Lindgren · Suecia · 214,4 pts. | Arnfinn Bergmann · Noruega · 213,5 pts. |

## Combinada nórdica
| Evento             | Oro                             | Plata                                 | Bronce                           |
| ------------------ | ------------------------------- | ------------------------------------- | -------------------------------- |
| Individual (01.02) | Heikki Hasu · Finlandia · 455,2 | Ottar Gjermundshaug · Noruega · 452,0 | Simon Slåttvik · Noruega · 451,8 |

## Medallero
| Núm. | País      | Oro | Plata | Bronce | Total |
| ---- | --------- | --- | ----- | ------ | ----- |
| 1    | Suecia    | 3   | 3     | 1      | 7     |
| 2    | Noruega   | 1   | 1     | 4      | 6     |
| 3    | Finlandia | 1   | 1     | 0      | 2     |
|      | TOTAL     | 5   | 5     | 5      | 15    |